# Kay Matysik
Kay Matysik (ur. 18 czerwca 1980 w Ahrensfelde) – niemiecki siatkarz plażowy, wicemistrz Europy z 2011 roku oraz brązowy medalista Mistrzostwa Świata z 2013 roku w parze z Jonathanem Erdmannem. Na Mistrzostwach Świata w 2013 w meczu o 3. miejsce pokonali brazylijczyków Alisona Ceuruttiego i Emanuela Rego. Brał udział w turnieju siatkówki plażowej na Igrzyskach Olimpijskich w 2012 roku w Londynie.